# Violet Olney
Violet Rose Olney-Parish, angleška atletinja, * 22. maj 1911, London, Anglija, Združeno kraljestvo, † januar 1999, Addlestone, Anglija.
Nastopila je na olimpijskih igrah leta 1936 ter osvojila srebrno medaljo v štafeti 4x100 m.